# Marcos García
Marcos García Fernández (nascido em 4 de dezembro de 1986, em San Martín de Valdeiglesias) é um ciclista profissional espanhol. Atualmente, compete para a equipe Caja Rural.